# Märta Gustafson Wennlund
Alice Märta Ingegerd Gustafson Wennlund, född Dahlström 29 april 1896 i Maria Magdalena församling i Stockholm, död 14 april 1956 i Västerleds församling, var en svensk målare och tecknare.
Hon var fosterdotter till fabriksarbetaren Oscar Andersson och Emma Widén och gift första gången med överläraren Karlo Gustafson och andra gången från 1947 med musikdirektören Valter Wennlund. Hon började som fabriksarbetare redan vid 14 års ålder, sitt konstnärskap bedrev hon som en fritidssysselsättning. Hon började utveckla sin konst på riktigt i början av 1940-talet och studerade vid Tekniska skolan 1943–1946. Detta följdes upp med självstudier och resor till Norge, Danmark, Tyskland, Österrike och Italien upprepade gånger under åren 1932–1947. Separat ställde hon ut i Stockholm bland annat på Modern konst i hemmiljö 1944 och Färg och form 1955. Hon medverkade i ett flertal samlingsutställningar i Stockholm och på landsorten bland annat med Föreningen Svenska Konstnärinnor. Hennes konst består av stilleben, figursaker samt landskapsskildringar från Västkusten och Österlen utförda i gouache, akvarell och pastell. Främst använde hon dock olja där hon ofta anbringade färgen med en palettkniv.